# Curt Swan
Douglas Curtis Swan (Minneapolis, Minnesota, 17 de febrero de 1920-Wilton, Connecticut, 17 de junio de 1996) fue un ilustrador de historietas estadounidense recordado especialmente por su trabajo con los cómics de Superman. Contribuyó asimismo a la creación de Supergirl y la Legión de Superhéroes para la editorial DC Comics.

## Biografía
La familia de Swan tenía raíces suecas, siendo Curt el menor de cinco hijos. Durante la Segunda Guerra Mundial hizo su servicio militar y fue ilustrador para la revista del ejército Stars and Stripes. Entrando en París en 1944 con las tropas estadounidenses, contrajo allí matrimonio con la enfermera Helene Brickley. De vuelta a la vida civil tras la guerra, Swan se mudó a Nueva Jersey trabajando para DC Comics en los títulos Tommy Tomorrow y Gang Busters. Aparte de un periodo de varios meses estudiando arte en el Pratt Institute de Nueva York, fue en su mayor parte un dibujante autodidacta.
En marzo de 1948 comienza a dibujar Superman en el #51, así como Superboy en 50 números. En 1951 abandona la DC Comics y se convierte en ilustrador comercial para agencias de publicidad, pero tras conseguir mejor sueldo y prestaciones, Swan retorna a DC Comics. En 1954, trabaja en la serie Superman's Pal, Jimmy Olsen'.
Curt Swan fue un dibujante muy prolífico y consistente, llegando a ilustrar hasta dos números de historietas al mes. También dibujó de 1956 a 1960 la serie diaria de Superman aparecida en los periódicos. Su colaborador más frecuente fue el entintador Murphy Anderson de 1974 hasta 1989.
Cuando en 1986 la DC Comics decidió renovar sus personajes de historietas, Curt Swan fue elegido para ilustrar la serie Whatever Happened to the Man of Tomorrow? que cerraría la saga original de Superman. Esta historia ha adquirido un status de culto, sin embargo también marcó el retiro de Swan quien continuaría dibujando esporádicamente hasta el final de su vida cuando necesitaba ganar dinero. Su último trabajo fueron cinco páginas para la historia Superman: The Wedding Album de 1996. 
Ganó el premio Inkpot de la Comic Con International en 1984 y fue inducido al Salón de la fama del premio Eisner en 1997. Durante su carrera de 40 años como dibujante (1946-1986), Curt Swan fue el artista que más se asociaba con la imagen de Superman.[cita requerida]